# Akkari, Syria
Al-'Akkari (tiếng Ả Rập: عكاري) là một thị trấn ở phía tây bắc Syria thuộc chính quyền của Chính phủ Homs ở phía bắc biên giới với Liban và phía tây của Homs. Các thị trấn gần đó bao gồm Talkalakh ở phía đông, Marmarita ở phía đông bắc và Safita ở phía bắc. Theo Cục Thống kê Trung ương (CBS) al-Akkari có dân số 2.127 vào năm 2004.
Đó là lịch sử nằm ở một ngã tư quan trọng cho những người di chuyển giữa Thổ Nhĩ Kỳ và thành phố ven biển Beirut, Lebanon. Một trung tâm đường bộ lớn trong cả thời kỳ La Mã và Ottoman, Đường sắt Palestine do người Pháp xây dựng đã đi qua al-Akkari. Được kết nối lại sau Thế chiến II, tuyến đường sắt đã bị ngắt kết nối trong những năm 1970. Nhà điều hành đường sắt quốc gia, Chemins de Fer Syriens, vẫn có một trạm hoạt động trong thị trấn.